# David Arroyo
David Arroyo Durán (* 7. Januar 1980 in Talavera de la Reina, Provinz Toledo) ist ein ehemaliger spanischer Radrennfahrer.

## Karriere
David Arroyo begann seine Profilaufbahn im Jahr 2001 beim spanischen Team O.N.C.E.-Eroski, für das er bis zum Jahr 2003 fuhr. Nach einem einjährigen Abstecher zu L.A.-Pecol stand er seit 2005 beim spanischen ProTeam Caisse d’Epargne unter Vertrag. Seit dieser Zeit richtet sich sein Hauptaugenmerk auf die dreiwöchigen Landesrundfahrten Giro, Tour und Vuelta, die er alle bereits mehrfach bestritt. Im Jahr 2006 trug er maßgeblich zum Gesamtsieg seines damaligen Mannschaftskollegen Óscar Pereiro bei. Ein Jahr später belegte er als Kapitän seines Teams den zehnten Rang der Gesamtwertung des Giro d’Italia. Seinen größten persönlichen Einzelerfolg erzielte er bei der Vuelta a España 2008, als er die 19. Etappe als Solist für sich entschied. Beim Giro d’Italia 2010 belegte David Arroyo als Außenseiter überraschend den zweiten Gesamtrang in der Gesamtwertung. Dabei eroberte er auf der 14. Etappe das Rosa Trikot vom Tasmanier Richie Porte, nachdem er drei Tage zuvor als Teil einer Ausreißergruppe mehr als zwölf Minuten Zeitvorsprung auf die Favoriten auf den Gesamtsieg herausfahren konnte, und verlor es erst auf der vorletzten Bergetappe nach Aprica an den späteren Gesamtsieger Ivan Basso.
Nachdem Arroyo im Jahr 2012 von seiner Mannschaft Movistar bei keiner der drei großen Landesrundfahrten eingesetzt worden war, wechselte er Ende des Jahres zur Mannschaft Caja Rural. Mit dieser nahm er fünfmal an der Vuelta a España und kam 2015 als Zwölfter noch einmal in die Nähe der Top 10. Nah dran an einem Sieg war der bei der Türkei-Rundfahrt 2016, die er als Zweiter der Gesamtwertung beendete.
2018 für Arroyo eine Saison für das Team Efapel, blieb aber ohne nennenswerte Ergebnisse. Nach der Saison 2018 beendete er im Alter von 38 Jahren seine Karriere als Radrennfahrer.

## Erfolge
2000
- Spanischer Meister – Straßenrennen (U23)

2004
- zwei Etappen Portugal-Rundfahrt

2008
- Subida Urkiola
- eine Etappe Vuelta a España

2009
- eine Etappe Tour du Limousin

2011
- Mannschaftszeitfahren Burgos-Rundfahrt

## Platzierungen bei Grands Tours
| Grand Tour            | 2005 | 2006 | 2007 | 2008 | 2009 | 2010 | 2011 | 2012 | 2013 | 2014 | 2015 | 2016 | 2017 |
| --------------------- | ---- | ---- | ---- | ---- | ---- | ---- | ---- | ---- | ---- | ---- | ---- | ---- | ---- |
| Giro d’ItaliaGiro     | –    | –    | 10   | –    | 10   | 2    | 13   | –    | –    | –    | –    | –    | –    |
| Tour de FranceTour    | 53   | 21   | 13   | 30   | 69   | –    | 36   | –    | –    | –    | –    | –    | –    |
| Vuelta a EspañaVuelta | –    | 19   | –    | 17   | –    | 25   | –    | –    | 13   | 20   | 12   | 122  | 89   |